# Списак дела Зорана Ђинђића
Зоран Ђинђић (1952—2003), српски политичар и доктор филозофије, био је плодан аутор у више области друштвених и хуманистичких наука, филозофије, политикологије, социологије и социолошке теорије. Ово је селективна библиографија његових радова сачињена на основу потпуне библиографије објављене на сајту Фонда доктора Зорана Ђинђића.

### Књиге
- Субјективност и насиље, Настанак система у филозофији немачког идеализма, Истраживачко-издавачки центар ССО Србије, Изазови, 1982, друго издање Нови Сад, Дневник, 2003.
- Јесен дијалектике, Карл Маркс и утемељење критичке теорије друштва, Младост, В Велика едиција идеја, 1987.
- Југославија као недовршена држава, Књижевна заједница Нови Сад, Антхропос, 1988.
- Србија ни на истоку ни на западу, Цепелин, 1996.

### Чланци, есеји
| - Карл Корш - проблеми рецепције марксизма - Гледишта, 1976. - Проблем методичког стуса критике - Видици, 1976. - Саморефлексија као јединство теоријског и практичног ума -Гледишта, 1976. - Шелингова антикритика Хегела - Гледишта, 1976. - Фихте: „Учење о науци“ - Трећи програм Радио Београда, 1977. - Криза практичне филозофије - Гледишта, 1977. - Марксов захтев за укидањем филозофије и проблеми једне теорије истрије - Гледишта, 1977. - Скорса Мануел: „Звона за Ранкас“ - Књжевна реч, 1977. - Веза филозофије и историјске епохе. Г. В. Ф. Хегел: „Логика“ -Књижевна реч, 1976 - Белешка о П. А. Кропоткину - у књизи П. Кропткин: Записи једног револуционара - Лесзек Kolakowski: Лебен тротз Гесцхицхте - Књижевна реч, 1977. - Економија и олитика у „реално егзистирајућем социјализму“ - Књижевна реч, 1978. - Walter Бењамин. Предавања за филозофију револуције - Домети, 1977. - Нови ирационализам и филозофија - Књижевна рећ, 1977. - Дилтајева критика историјског ума и могућност необјективистичког модела сазнања - Предговор у књизи, Вилелм Дилтај: Заснивање духовних наука,1980. - Искушавање рубова смисла. Белешке уз Бењаминову „Еинбахнстрассе“ - Дело, 1980. - Напомене уз Кропоткинова писма - Дело, 1981. - Идејно порекло политичког тоталиризма. Шта Лењин, наводно, „дугује Бакуњину“ - Књижевне новине, 1982. - Треба ли бранити Рајха од њега самог? - Књижевна реч, 1982. - Деконструкција марксизма из његове саморефлексије. К. Ктосцх и примена „материјалистичког схватања историје“ на марксизам - Тхеориа, 1983. - Историја, криза наука и „свет живота“ у филозофији касног Хусерла - Трећи програм Радио Београда, 1984. - Обликовање душе - психологија једног комунистичког интелектуалца - Трећи програм Радио Београда,1983. - О Зукамповом „Белон програму“ - Трећи програм Радио Београда, 1984. - Петар Копоткин - непомућена вера у самоорганизовање народа - поговор у књизи : Петар Кропоткин - Анархизам и морал. Просвета, 1984. - В. Бонс - А. Хонеетх: Созиалфорсцхунг алс Критик - Трећи програм Радио Београда, 1984. - Граматика расплинуте субјективности - Књижевне новине, 1985. - Исходиште национализма. Над књигом Љубомира Тадића, Да ли је национализам наша судбина?- Књижевне новине, 1985. - Континуитет критике либерализма од Маркса до „франкфуртске школе“ -Тхеориа, 1985. - О секундарним ауторским правима - Књижевне новине,1985. - Песник међу рушевинама - НИН, 1985. - Држава је важна ствар - Књижевне новине, 1986. - Југославија је свећа која гори са оба краја - Књижевне новине, 1986. - Социјализам и структура социјалног деловања - Књижевне новине, 1986. - Криза политишке интеграције и феномен рефедуализма - Књижевне новине, 1986 - Квадратура југословенскг круга - Књижевне новине, 1986. - Марксизам и либерализам - предлог за полемику - Тхеориа, 1986. - Миодраг Павловић: „Природни облик и лик“ - Књижевне новине, 1986. - Демократија као примена или као успостављена датост -Књижевне новине, 1987. - Игнацио де Лоуола: духовно витез борбене цркве - Предговор књизи : Игнацио де Лоуола: Начела језуита - Младост, 1987. - Ко је суверен у Југославији? - Књижевне новине, 1987. - Основна права и уставно-правна држава - Тхеориа, 1987. - Социјализам и грађанско друштво - дружбословне расправе, 1987. - Тешкоће с идентитетом - Књижевне новине, 1987. - Тезе о друштву и држави у социјализму - Књижевне новине, 1987. - Традиција и идентитет. - Књижевне новине, 1987. - Три варијанте „отворене опције“ - Књижевне новине, 1987. - Устав и „национално питање“ - Књижевне новине, 1987. - Заједница, природа, грађански рат - Хоббсе и Маркс - Центар за филозофију и друштвену теорију, 1987. | - Друштвена криза или друштвена патологија - Гледишта, 1988. - Енотност али свобода - Нова ревија,1988. - Где је наша уставотворна моћ? - Књижевна реч,1988. - Ин меморијам. Милан Ковачевић (1938-1988) - Тхеориа, 1988. - Ко је чувар устава? - Књижевне новине,1988. - Које истине о пророди нашег политичког система откривају протестни скупови Срба и Црногораца - Борба,1988. - Парламент и репрезентација - Књижевна рећ,1988. - Позориште, ангажман, револуција и Брехтово позориште револуције - Идеје,1988. - Прахис-марксизам у његовој епохи - Тхеориа,1988. - Борба за симболе - Књижевне новине,1989. - Чекајући прави сукоб - Став, 1989. - Хајдегерова критика антропоцентризма - Гледишта,1989. - Још смо далеко од правог плурализма - Самоуправљање, 1989. - Југославија између Љубљане и Приштине - Књижевне новине,1989. - Југославија на југоистоку - Књижевне новине, 1989. - Ко је конзервативан у Југославији? - Књижевне новине, 1989. - Парадокси спојених судова - Став, 1989. - Власт, плурализам и опозиција - Став, 1989. - Директни шамар неолиберализма - Став, 1990. - Фунционалност диктатуре - Социологија, 1990. - Ланчана реакција - Став, 1990. - Национални прогтам српских комуниста. Одсуство идентитета и дефетизам - Став, 1990. - Партизани плурализма. Они су се за ово борили - Став, 1990. - Систем и моћ. Харизма против харизме - Став, 1990. - Сједињене југословенске државе - Став, 1990. - Стара и нова опозиција. Коме одговара мрак - Став, 1990. - Штампа и плурализам - Став, 1990. - Устав за Југославију? - Став, 1990. - Воајери, легалисти, патриоте - Став, 1990. - Историја криза наука и „свет живота“ у филозофији касног Хусрела- Поговор у књизи Едмуд Хусерл: Криза еврпоских наука и трансцедентаална феноменологија, 1991. - Из опозиционог угла. Победа апарата - Став, 1991. - Критика утоопијског ума. Реинхардт Коселлецк: Критика и криза -Овдје, 1991. - Лествица нашег пропадања - Став, 1991. - Шта хоће ЈНА? - Став,1991. - Грађанско друштво као животињско царство - НИН, 1992. - Грешка без поправке - Борба, 1992. - С вером у отрежњење - НИН, 1992. - Шта чека Србију. Од превише до премало - Став, 1992. - Време неизвесности. Просјачка елегија - Став, 1993. - Чекајући народ - НИН, 1993. - Хајдегерова фигура четворства у контексту проблема централизма - Филозофски годишњак, 1993. - Демократске традиције и савременост - Зборник Филозофско-књижевне школе у Крушевцу, 1994. - И ова Југославија је мртва држава -Телеграф, 1994. - О Србији, у Србији и Европи, после рата - Телеграф,1995. - Промене - сад! - НИН, 1995. - Демократија и ауторитарни систем - Филозофија и друштво, 1996. - Недемократска власт - клица потреса. Босна између демократије, диктатуре и распада - Наша борба,1996. - Србији су потребне промене. Србија и Европа. - Европа, 1996. - Све пропада осим деспотије. У очекивању јогурт контрареволуције - Наша борба,1996. - Као планете око сунца - Данас,1997. - Критика утопијског ума - Предговор књизи: Рајнхарт Козелек: Критика и криза - Плато, 1997 - Програмске концепције уместо идеологија - Наша борба,1997. - Перманентна мобилизација креативаца. Победничка стратегија за Србију - Наша борба, 1997. - Персонална а не територијална права - НИН, 1998. - Права пре свега - НИН, 1998. - Нема лаких решења - Политика, 2001. - Неопходна промена српског колективног понашања - Профил, 2001. - Предлог договора о државном циљу. - Време, 2001. - На путу ка себи. Србиија данас, као и раније, није готова чињеница него шанса - НИН, 2002. - Недаће глобализације - НИН, 2002. - Писмо српској јавности. Оперишемо - без анестезије ! Операција успела, ако Србија сарађује! - Недељни телеграф, 2002. - Престићи регион - НИН, 2002. - Србија, Балкан и Европа - Међународна политка, 2002 - Српске реформе и међународни утицај - Глас јавности, 2002. - Коначно успело хватање појединачности у мрежу општости -Златна греда, 2003. - Новинарска школа. Обликовање јавности кроз озбиљан новинарски приступ - Политика, 2003. - Престићи регион - НИН, 2003. |